# Copa América de Voleibol Femenino de 2025
La Copa América de Voleibol Femenino de 2025 (en portugués: Copa América de Voleibol Feminino de 2025) fue la primera edición del torneo y se realizó en Betim, Brasil, del 2 al 6 de julio de 2025. Participaron cinco selecciones nacionales sudamericanas. Brasil concurrió con su plantel sub-23 ya que la selección mayor se encontraba disputando la Liga de Naciones. La selección argentina se consagró campeona de esta edición, mientras que la Selección de Perú se quedó con el subcampeonato. La competencia otorgó puntos para el ranking FIVB.

## Equipos participantes
El torneo contó con la participación de cinco selecciones:
- Argentina
- Brasil (anfitrión)
- Chile
- Perú
- Venezuela

## Modo de disputa
El torneo se disputará a grupo único en un sistema de todos contra todos. Una victoria por 3-0 o 3-1 otorgará 3 puntos para el ganador y ninguno al perdedor, mientras que una victoria por 3-2 repartirá 2 puntos para el ganador y 1 para el perdedor. Al final del campeonato, el seleccionado con más puntos será el campeón del torneo.

## Resultados
| Pos. | Equipo    | Partidos | Partidos | Partidos | Partidos | Sets | Sets | Sets   | Puntos | Puntos | Puntos |
| Pos. | Equipo    | PJ       | PG       | PP       | Ptos.    | SG   | SP   | Ratio  | PG     | PP     | Ratio  |
| ---- | --------- | -------- | -------- | -------- | -------- | ---- | ---- | ------ | ------ | ------ | ------ |
| 1    | Argentina | 4        | 4        | 0        | 12       | 12   | 1    | 12.000 | 321    | 224    | 1.500  |
| 2    | Perú      | 4        | 3        | 1        | 9        | 9    | 4    | 2.250  | 301    | 270    | 1.114  |
| 3    | Brasil    | 4        | 2        | 2        | 6        | 8    | 6    | 1.333  | 313    | 293    | 1.213  |
| 4    | Chile     | 4        | 1        | 3        | 3        | 3    | 9    | 0.333  | 236    | 284    | 0.830  |
| 5    | Venezuela | 4        | 0        | 4        | 0        | 0    | 12   | 0.000  | 202    | 302    | 0.668  |

### Partidos
- Los horarios son correspondientes a la hora local (UTC–3).

| Fecha      | Hora  | Equipo 1  | Res. | Equipo 2  | Set 1 | Set 2 | Set 3 | Set 4 | Set 5 | Total   | Reporte |
| ---------- | ----- | --------- | ---- | --------- | ----- | ----- | ----- | ----- | ----- | ------- | ------- |
| 2 de julio | 17:00 | Argentina | 3-0  | Perú      | 25-13 | 25-22 | 25-19 | -     | -     | 75 - 54 | 001     |
| 2 de julio | 20:00 | Brasil    | 3-0  | Venezuela | 25-12 | 25-16 | 27-25 | -     | -     | 77 - 53 | 002     |
| 3 de julio | 17:00 | Argentina | 3-0  | Chile     | 25-21 | 25-17 | 25-14 | -     | -     | 75-52   | 003     |
| 3 de julio | 20:00 | Brasil    | 1-3  | Perú      | 25-22 | 20-25 | 23-25 | 19-25 | -     | 87-97   | 004     |
| 4 de julio | 15:00 | Argentina | 3-0  | Venezuela | 25-11 | 25-18 | 25-15 | -     | -     | 75-44   | 005     |
| 4 de julio | 18:00 | Chile     | 0-3  | Perú      | 18-25 | 22-25 | 22-25 | -     | -     | 62-75   | 006     |
| 5 de julio | 13:00 | Perú      | 3-0  | Venezuela | 25-22 | 25-9  | 25-15 | -     | -     | 75-46   | 007     |
| 5 de julio | 16:00 | Brasil    | 3-0  | Chile     | 25-20 | 25-10 | 25-17 | -     | -     | 75-47   | 008     |
| 6 de julio | 13:00 | Chile     | 3-0  | Venezuela | 25-23 | 25-22 | 25-14 | -     | -     | 75-59   | 009     |
| 6 de julio | 16:00 | Brasil    | 1-3  | Argentina | 17-25 | 17-25 | 25-21 | 15-25 | -     | 74-96   | 010     |

## Clasificación general
| Pos.              | Equipo    |
| ----------------- | --------- |
| Medalla de oro    | Argentina |
| Medalla de plata  | Perú      |
| Medalla de bronce | Brasil    |
| 4                 | Chile     |
| 5                 | Venezuela |

|  |

## Distinciones individuales
Finalizado el torneo, la organización reconoció a las siguientes jugadoras como las mejores del certamen:
- Jugadora más valiosa (MVP): Bianca Cugno ( Argentina)
- Primer mejor central: Bianca Farriol ( Argentina)
- Segunda mejor central: Diana de la Peña ( Perú)
- Mejor opuesta: Bianca Cugno ( Argentina)
- Primer mejor punta: Kiara Montes ( Perú)
- Segunda mejor punta: Ana Luiza ( Brasil)
- Mejor armadora: Victoria Mayer ( Argentina)
- Mejor líbero: Letícia ( Brasil)